# Несуловиці (Нижньосілезьке воєводство)
Несуловиці (пол. Niesułowice, нім. Nesselwitz) — село в Польщі, у гміні Мілич Мілицького повіту Нижньосілезького воєводства.
Населення — 110 осіб (2011).
У 1975-1998 роках село належало до Вроцлавського воєводства.

## Демографія
Демографічна структура станом на 31 березня 2011 року:
|          | Загалом | Допрацездатний вік | Працездатний вік | Постпрацездатний вік |
| -------- | ------- | ------------------ | ---------------- | -------------------- |
| Чоловіки | 59      | 18                 | 33               | 8                    |
| Жінки    | 51      | 9                  | 29               | 13                   |
| Разом    | 110     | 27                 | 62               | 21                   |